# Csaholy Ferenc
Csaholy Ferenc (1496 – Mohács, 1526. augusztus 29.) csanádi megyés püspök.

## Élete
Pálóci Mihály királyi pincemester unokaöccse, s e rokonságnak köszönhette, hogy II. Ulászló magyar király 1514. augusztus 15-én kinevezte – a Csáky Miklós halálával megüresedett – csanádi püspökség élére. Kinevezésekor Bolognában tanult, s mert a király püspök-kinevező joga ellenkezett a korábbi káptalani választásokkal, a pápa jóváhagyás csak 1520. október 1-jén érkezett meg; s csak ezután szentelték fel pappá. Reneszánsz műveltségű és szellemű főpap, aki talán soha nem lépett volna egyházi pályára, ha a püspökség meg nem nyílik előtte. 1522-ben újra fölépítette a korábbi ispánsági várat, Csanádvárat.
1526-ban bandériumával Mohácsra vonult, ahol hősi halált halt.